# Die schöne Melusine (Courths-Mahler)

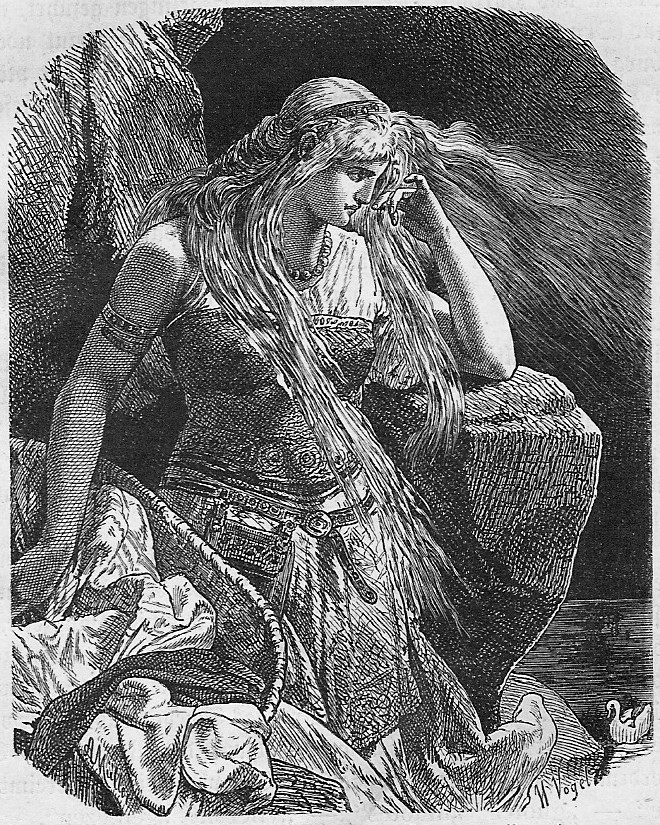
Rudolf vergleicht Winnifred mit der Königstochter Gudrun, die von der Mutter Hartmuts, den sie heiraten soll, gezwungen wird, am Strand Wäsche zu waschen.

Die schöne Melusine ist ein Roman (Liebesroman, Familienroman, Gesellschaftsroman), den Hedwig Courths-Mahler 1924 beim Leipziger Verlag Friedrich Rothbarth veröffentlicht hat.
Der Roman erzählt die Geschichte der jungen Winnifred Hartau, die als Waise in den Haushalt einer herzlosen adligen Verwandten aufgenommen wird und sich dort in ihren Cousin verliebt, der jedoch einer nixenhaften Femme fatale verfallen ist. Erst nach einigen Komplikationen und einer kurzen Scheinehe Winnifreds mit dem „Erbonkel“ der Familie findet das Paar schließlich zueinander.

## Handlung
Ort der Handlung ist zunächst das fiktive Adelsgut Berndorf, die Zeit die Gegenwart der Autorin, also die 1920er Jahre. Der Gutsherr, Freiherr Theo von Bernhof, war ein Idealist und wundervoller Mensch, aber wenig praktisch veranlagt und hat das Gut gänzlich heruntergewirtschaftet. Als er starb, übernahm die Witwe, Martha, den Besitz in hochverschuldetem Zustand. Mit harter Arbeit gelingt es ihr, den Familienbesitz zu erhalten. Allerdings ist Martha von Berndorf nicht nur durch und durch pragmatisch, sondern auch herrschsüchtig und kaltherzig, was sich etwa darin äußert, dass sie für ihre beiden Kinder, Lutz und Käthe, nur ein Ziel hat: Die beiden sollen möglichst reiche Partner heiraten.
Während die Tochter Käthe verwöhnt, faul und ansonsten ebenso oberflächlich wie die Mama ist, kommt der Sohn Lutz eher nach seinem tief veranlagten Vater. Während dieser gänzlich unpraktisch war, will der Sohn sich aber um jeden Preis aus eigener Kraft unterhalten. Lutz hat Chemie studiert und weilt statt im Elternhaus in Berlin, wo er als Assistent dem berühmten Professor Hendrich zur Hand geht. Als Doktor der Chemie hat Lutz eine bedeutende Erfindung gemacht, die er zunächst geheim hält: einen aus billigen Ausgangsstoffen produzierbaren Kunstdünger, den die deutsche Wirtschaft gerade dringend benötigt. Er plant, einen Kredit aufzunehmen und auf Gut Berndorf ein Labor einzurichten, in dem er seine Erfindung auswerten kann.
Seine Mutter, Martha, ist mit Leib und Seele Freifrau und Bäuerin und würde sich auf ein so modernes, visionäres Projekt nie einlassen. Ganz in der Weltsicht des adligen Standes gefangen, setzt sie, außer auf eine günstige Verheiratung ihrer Kinder, auch auf eine reiche Erbschaft. Diese glaubt sie von Rudolf von Wildenau erwarten zu dürfen, einem Cousin ihres verstorbenen Mannes Theo. Rudolf ist früh verwitwet und kinderlos geblieben, schwer herzkrank und hatte Theo einmal versprochen, ihn zum Alleinerben seines Schlosses und seines beträchtlichen Vermögens einzusetzen. Martha ist überzeugt, dass dieses mündliche Versprechen den „Erbonkel“ auch über Theos Tod hinaus binde. Um den mürrischen, sehr wenig umgänglichen Verwandten, der ihre Komödie natürlich längst durchschaut hat, bei Laune zu halten, schrecken Martha und Käthe vor keiner Liebedienerei zurück.
Die Handlung setzt mit einer überraschenden brieflichen Nachricht aus Amerika ein: die Berndorfs sollen eine Verwandte aufnehmen. Der verstorbene Theo von Berndorf hatte eine Kusine, Maria, die sich vor vielen Jahren in einen Maler Hartau verliebt hatte. Die Familie hatte die Mesalliance nicht erlaubt, und so blieb dem Paar nur, nach Amerika durchzubrennen. Fern der Heimat starben Hartau und Maria schließlich, nicht ohne eine Tochter Winnifred zu hinterlassen, die, dem letzten Wunsch ihrer Mutter entsprechend, in Deutschland leben soll, im Hause des Lieblingscousins Theo Berndorf. Von dessen Tod hatte Maria nicht erfahren. Ein treuer Freund der Eltern, der Hamburger Kapitän Karst, bringt die 19-jährige Winnifred auf seinem Dampfer nach Deutschland.
Lutz verkehrt in Berlin in Adelskreisen und lernt dort, während Winnifred übers Meer reist, Baroness Sidonie („Siddy“) von Glützow kennen, eine berauschend attraktive junge Frau, in die er sich auf den ersten Blick unsterblich verliebt. Hinter vorgehaltener Hand nennt man Siddy „die schöne Melusine“, was gute Gründe hat: Hinter einer Fassade von entwaffnendem Liebreiz ist die Baroness nämlich nixenhaft kühl, herzlos, eitel und kokett und verfolgt nur ein einziges Ziel: einen möglichst reichen Mann zu heiraten. Lutz, von dem man raunt, dass er Rudolf von Wildenau beerben werde, scheint ihr ein qualifizierter Bewerber zu sein, und so geht sie auf seine Liebeswerbung gern ein. Für den Fall, dass die Verbindung mit Lutz noch schiefgeht, hält sich allerdings auch den schwer in sie verliebten Herrn von Solms in petto.
Auf Gut Berndorf trifft indessen Winnifred ein. Ihre Mutter wollte sie vor allem deshalb nach Deutschland schaffen, weil die Tochter für den „Lebenskampf“, der in der amerikanischen Ellbogengesellschaft alltäglich ausgefochten werden muss, untauglich sei. Winnifred ist nämlich nicht nur äußerlich unscheinbar, sondern auch „rührend hilflos“ und extrem wenig selbstbewusst, was in Courths-Mahlers Wertehimmel bei einer Frau freilich eher Vorzug als Manko ist, zumal die junge Frau eine „stille feine Seele“ besitzt, welche sich im „herzbewegenden“ Ausdruck ihrer großen blauen Augen auch deutlich widerspiegelt. Martha beutet Winnifreds Nachgiebigkeit sofort aus, indem sie ihr die Aufgaben der ausscheidenden Mamsell überträgt. Winnifred hatte nie erwartet, als Waise in einem fremden Haushalt auf Rosen gebettet zu werden, und fügt sich bereitwillig.
Als Lutz für die Osterfeiertage nach Hause kommt, bricht sich zwischen ihm und Winnifred sofort die Liebe Bahn, wobei aber beide die Natur ihrer Gefühle nicht gleich erkennen, zumal Lutz ja auch glaubt, sein Herz an Siddy verloren zu haben. Umso mehr Anstoß nimmt er daran, dass Winnifred für seine Mutter und Schwester Magddienste verrichten muss, wie das Tragen schwerer Milchkrüge und das Bügeln. Nun ist Lutz aber kein Mann, der sich gern mit seiner Mutter anlegt, und er hält es sogar für klug, Winnifreds Ausgenutztwerden widerstandslos hinzunehmen. Die Mutter würde Winnifred nämlich jede Einmischung von seiner Seite büßen lassen.
Der Einzige, der sofort sieht, dass Lutz und Winnifred ineinander verliebt sind, ist der „Erbonkel“ Rudolf. Rudolf war mit Lutz bis dahin kaum persönlich umgegangen und hatte immer vermutet, dass es dem Neffen an „Herzensgüte“ ebenso mangeln müsse wie Martha und Käthe. Unter dem Eindruck der Wärme, mit der Lutz und Winnifred einander begegnen, korrigiert er diese Einschätzung nun.
Lutz nutzt seinen Aufenthalt in Berndorf, um der Mutter von seinen Plänen zu berichten, die mittellose Siddy zu heiraten und von geliehenem Geld auf dem Gut ein Labor zu erbauen. Marthas Reaktion ist blanke Bestürzung.

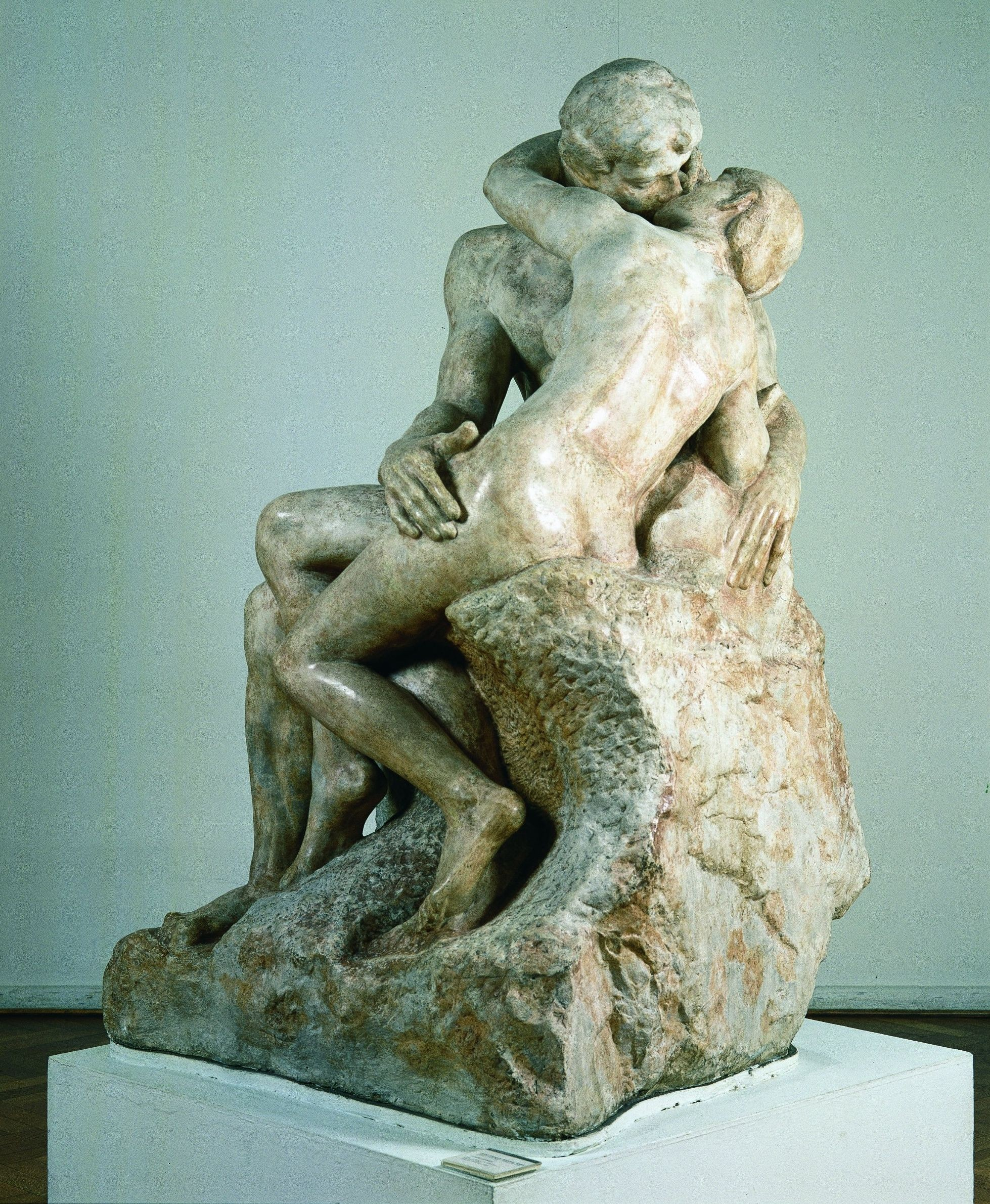
Dass ihre Empfindung für Lutz Liebe ist, erkennt Winnifred erst, als sie auf Schloss Wildenau eine Skulptur bewundert, die ein liebendes Paar darstellt.

Während eines Besuchs der Berndorfs und Winnifreds auf Schloss Wildenau bei Rudolf erhält Winnifred, die bisher von allen unterschätzt worden ist, Gelegenheit, zur Hausmusik beizutragen, und erweist sich dabei nicht nur als vollendete Pianistin, sondern auch als begabte Sängerin. Die unscheinbare junge Frau, die sonst keine Persönlichkeit erkennen lässt, lebt beim Musizieren zu einem „stolzen Freigeisttum“ und einem „tiefen Seelenreichtum“ auf, den ihr bis dahin nicht einmal Lutz oder Rudolf zugetraut hätten. Noch während des Besuchs in Wildenau erfährt Winnifred allerdings von  Lutz’ geplanter Verlobung mit Siddy, und die Eifersucht, die daraufhin in ihr erwacht, lässt in ihr nun keinen Zweifel mehr daran, dass es Liebe ist, die sie für Lutz empfindet.
Lutz und Rudolf finden Gelegenheit zu einem Gespräch, in dem sie endgültig zu Freunden werden. Rudolf will Lutz für dessen Labor sogar ein zinsloses Darlehen geben. Da seine Zukunft nun finanziell gesichert ist, reist Lutz nach Berlin, wo Siddy ihm ihr Jawort gibt. Siddy lebt von ihrem Vater, Baron von Glützow, getrennt, doch möchte Lutz die Verbindung nicht ohne seinen Segen eingehen. Als er bei ihm um Siddys Hand anhält, kommt der Baron seinem Anliegen zwar bereitwillig entgegen, spricht über seine Tochter aber eigentümlich reserviert. Umso beredter ist ein in der Wohnung des Barons ausgestelltes Ölgemälde, auf dem Siddy als „die schöne Melusine“ porträtiert ist, also als mythische Wasserfee, die den Männern, die ihr verfallen, Verderben bringt. Der Baron weiß Lutz zu berichten, dass der junge Maler des Kunstwerks sich aus Schmerz über seine unerwiderte Liebe zu Siddy später erschossen und der Geliebten einen Abschiedsbrief mit dem folgenden Vers hinterlassen habe:

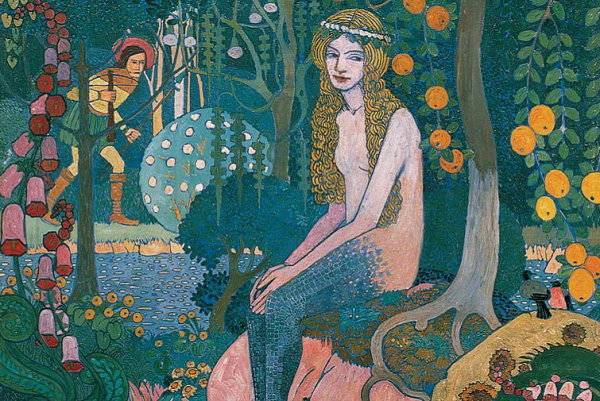
Melusine, Gemälde von Heinrich Vogeler, um 1910

„Wenn sie dein Auge erblickt,
Die schöne Melusine,
Wirst du berückt, verzückt,
Durch ihre lächelnde Miene.
Doch bringt sie den Tod dem Toren,
Der sich an sie verloren.“
Lutz steht zu sehr im Banne der „Melusine“, um die Warnung ernst zu nehmen. Er bringt Siddy nach Berndorf, um sie seiner Familie vorzustellen. Rudolf durchschaut den Charakter der jungen Frau auf den ersten Blick und ist besorgt, möchte Lutz aber nicht verletzen und bewahrt darum Stillschweigen. Siddy findet Gut Berndorf weitaus weniger vornehm, als sie erhofft hatte, und ist auch wenig begeistert, dass Lutz ihr Winnifred als Hausgefährtin vorstellt, mit der sie künftig dauerhaft zusammenleben werde. Um ihn auf den Gedanken einzustimmen, dass Winnifred aus dem Haus muss, mutmaßt sie laut, dass Winnifred doch gewiss früher oder später heiraten werde. Diese Möglichkeit war Lutz bisher nie in den Sinn gekommen, und die Vorstellung erfüllt ihn mit Eifersucht.
Der „Erbonkel“ Rudolf hatte Winnifred von Anfang an gemocht. Zunehmend beunruhigt ist darüber Martha, denn schließlich ist Winnifred ebenfalls eine Verwandte und damit jemand, der ihr Rudolfs Erbe streitig machen könnte. Als Lutz wenig später wieder einmal auf Reisen geht, nutzt Martha die Gelegenheit, um Winnifred, für die sie in Dresden eine Stellung als Gesellschafterin gefunden hat, aus dem Haus zu schicken. Winnifred ist verzweifelt. Noch vor ihrer Abreise findet sie jedoch Gelegenheit, mit Rudolf zu sprechen, der sie gern als Pflegetochter in seinen Haushalt aufnehmen und auch als Erbin einsetzen möchte. Allerdings fürchtet er, dass eine testamentarische Regelung allein nicht ausreichen würde, um Winnifreds Position als Erbin von Wildenau zu sichern; Martha werde sicher Mittel und Wege finden, sich die Hinterlassenschaft am Ende doch noch unter den Nagel zu reißen. Da Winnifred als Rudolfs Ehefrau aber gänzlich unangreifbar wäre, schlägt er ihr vor, sich pro forma mit ihm zu verheiraten.
Winnifred reist nun tatsächlich ab, jedoch nicht nach Dresden, sondern, wie Rudolf vorgeschlagen hat, nach Hamburg zu ihrem väterlichen Freund Kapitän Karst. Nach kurzer Bedenkzeit gibt sie Rudolf ihr Jawort, die Ehe wird standesamtlich perfekt gemacht.
Martha ist, als sie von Winnifreds Flucht nach Hamburg und ihrer Verheiratung erfährt, außer sich, denn erben werden sie und Käthe nun auf keinen Fall mehr. Lutz, der von Rudolf alles über die Hintergründe der Scheinheirat erfahren hat, begrüßt Winnifreds Schritt. Siddy verliert, als sie von der Eheschließung erfährt, das Interesse an Lutz und beantwortet seine Briefe nicht mehr. Um ihrem Schweigen auf den Grund zu gehen, reist Lutz zu ihr nach Berlin, wo er erfährt, dass Siddy sich nicht nur (wie sie ausredehalber bestritten hatte) bester Gesundheit erfreut, sondern hinter seinem Rücken auch weiterhin mit Herrn von Solms poussiert. Als Lutz sie deshalb konfrontiert, gibt sie ihn frei. Wenig später wird sie sich mit Herrn von Solms verloben.
Als Rudolf, wie die Ärzte ihm gleich vorhergesagt hatten, zwei Jahre später seiner Herzerkrankung erliegt, warten Winnifred und Lutz noch ein Trauerjahr ab und verloben sich dann. Bereits zuvor hat auch Käthe sich verlobt und aus der Erbmasse Rudolfs eine standesgemäße Mitgift erhalten.

## Der Melusinen-Stoff
Die schöne Melusine ist eine von vielen Verarbeitungen des mittelalterlichen Melusinenstoffes, der immer wieder auch für Romane verwendet wurde. Ein Vergleich liegt nahe etwa zu Eufemia von Adlersfeld-Ballestrems ebenfalls als trivialliterarisch eingestufter Version Lady Melusine von 1878, wobei Adlersfeld-Ballestrem, anders als Courths-Mahler, ihr Werk allerdings mit Versatzstücken eines Schauerromans versehen hatte. Bei Courths-Mahler dient die Melusinen-Referenz allein dazu, im Rahmen eines Aschenputtel-Romans eine weibliche Gegenspielerin als Femme fatale auszuweisen. Die Verwendung einer bescheidenen Intertextualität (im Roman wird ja etwa auch auf den Gudrun-Stoff verwiesen) ist ein Kunstmittel, das Courths-Mahler sich bei ihrem Vorbild E. Marlitt abgeschaut hatte.

## Ausgaben (Auswahl)
- Hedwig Courths-Mahler: Die schöne Melusine. Rothbarth, Leipzig 1924.
- Hedwig Courths-Mahler: Die schöne Melusine. Titania, Stuttgart 1956.
- Hedwig Courths-Mahler: Die schöne Melusine. G. Lübbe, Bergisch Gladbach 1984, ISBN 978-3-404-10382-9.
- Hedwig Courths-Mahler: Die schöne Melusine. Bastei Lübbe, Bergisch Gladbach 2002 (Hedwig-Courths-Mahler-Reihe, Band 121).
- Hedwig Courths-Mahler: Die schöne Melusine/Um Diamanten und Perlen. Bastei Lübbe, Bergisch Gladbach 2003, ISBN 978-3-404-14930-8.